# Cerfeuil lustré
Anthriscus nitida
Pour les articles homonymes, voir Cerfeuil (homonymie).
Espèce
Statut de conservation UICN

 LC  : Préoccupation mineure
Le Cerfeuil lustré ou Cerfeuil alpestre (Anthriscus nitida) est une espèce de plantes à fleurs de la famille des Apiacées. C'est une plante herbacée que l'on le trouve en Europe, de la France à l'Ukraine, des États baltes à la péninsule des Apennins. En Pologne, il est principalement présent dans les régions montagneuses, en particulier dans les Carpates et les Sudètes,.

## Description
Tige est moulée, rainurée, froissée, rugueuse et nue voire poilue au sommet. Elle se termine par une inflorescence de canopée qui atteint une hauteur de 40 à 150 cm.
Les feuilles sont vertes, légèrement brillantes, complexes, double ou à plusieurs reprises plumeux, avec des apex aiguisés et pointus, le long des nerfs et dans la partie inférieure parcourues de poils courts. Les sections de la feuille sont distinctement séparées et profondément dentelées.
Les petites fleurs blanches, à cinq pétales, rassemblées en petites canopées par des pédoncules serrés, forment ensemble une canopée plus grande, typique des Apiacées.
Le fruit est cylindrique et allongé, l'extrémité distale est légèrement arrondie et l'extrémité proximale où se trouve l'attache avec le pédoncule de la plante est pointue avec quelques rides longitudinale à la surface.

## Détails morphologiques

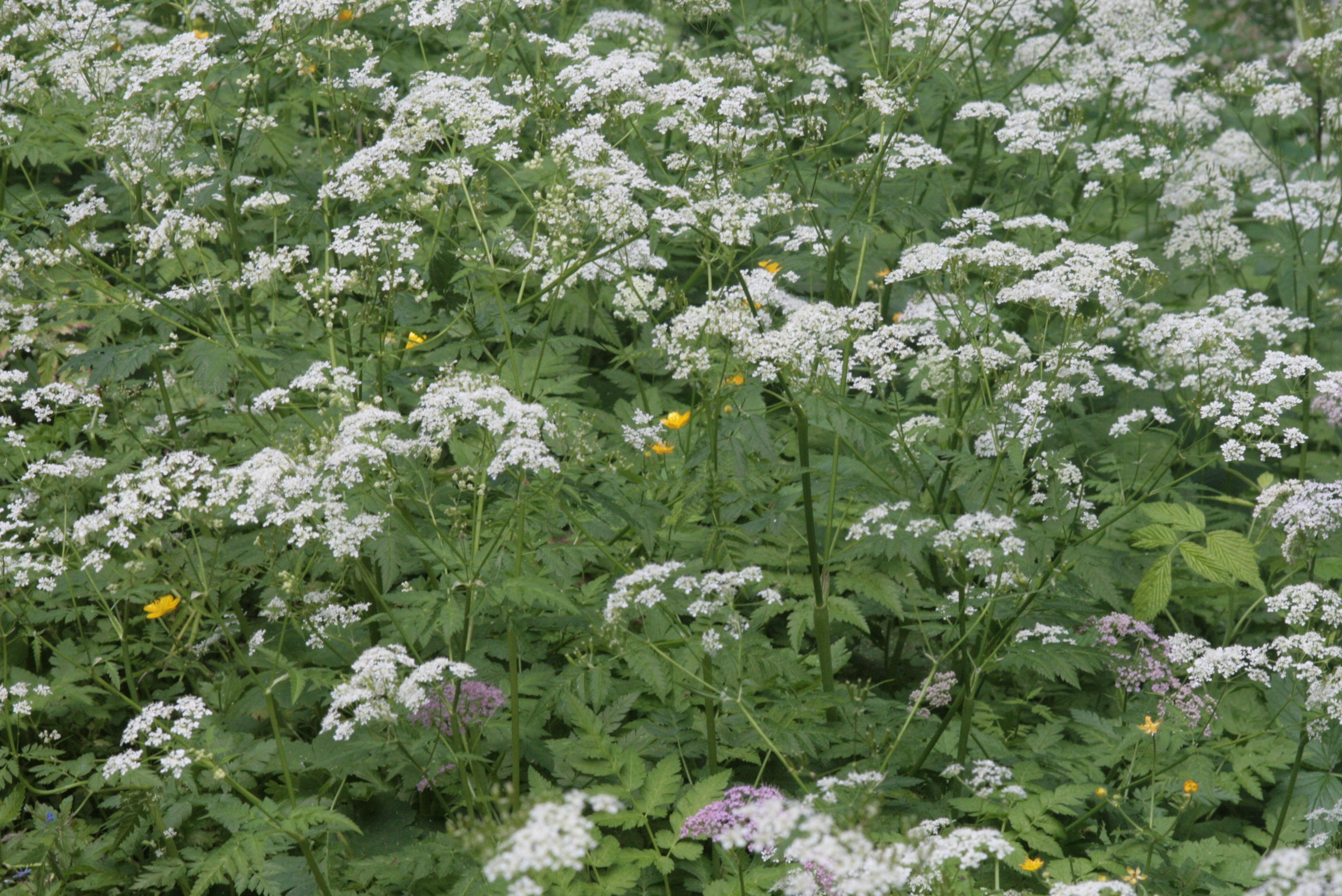
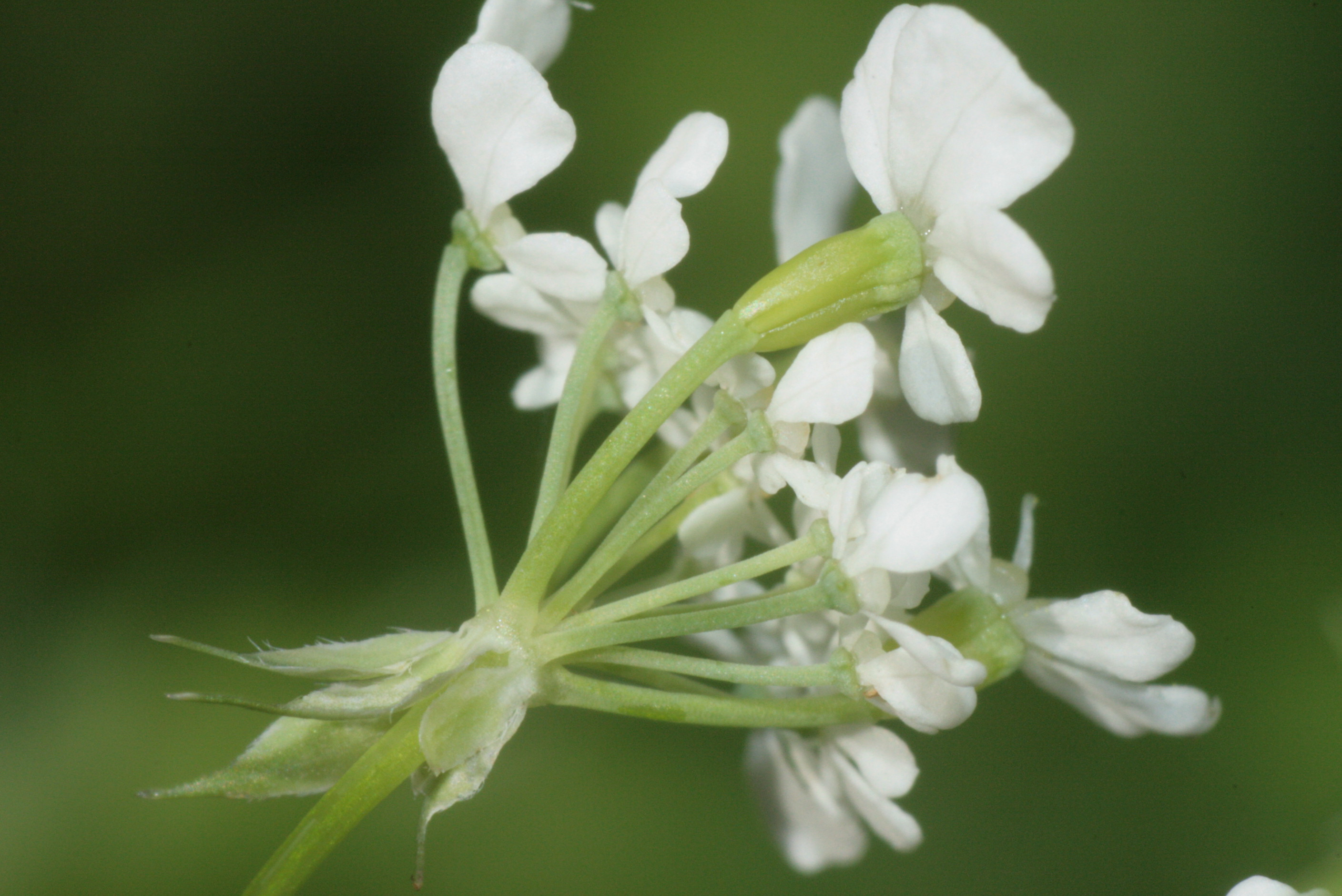
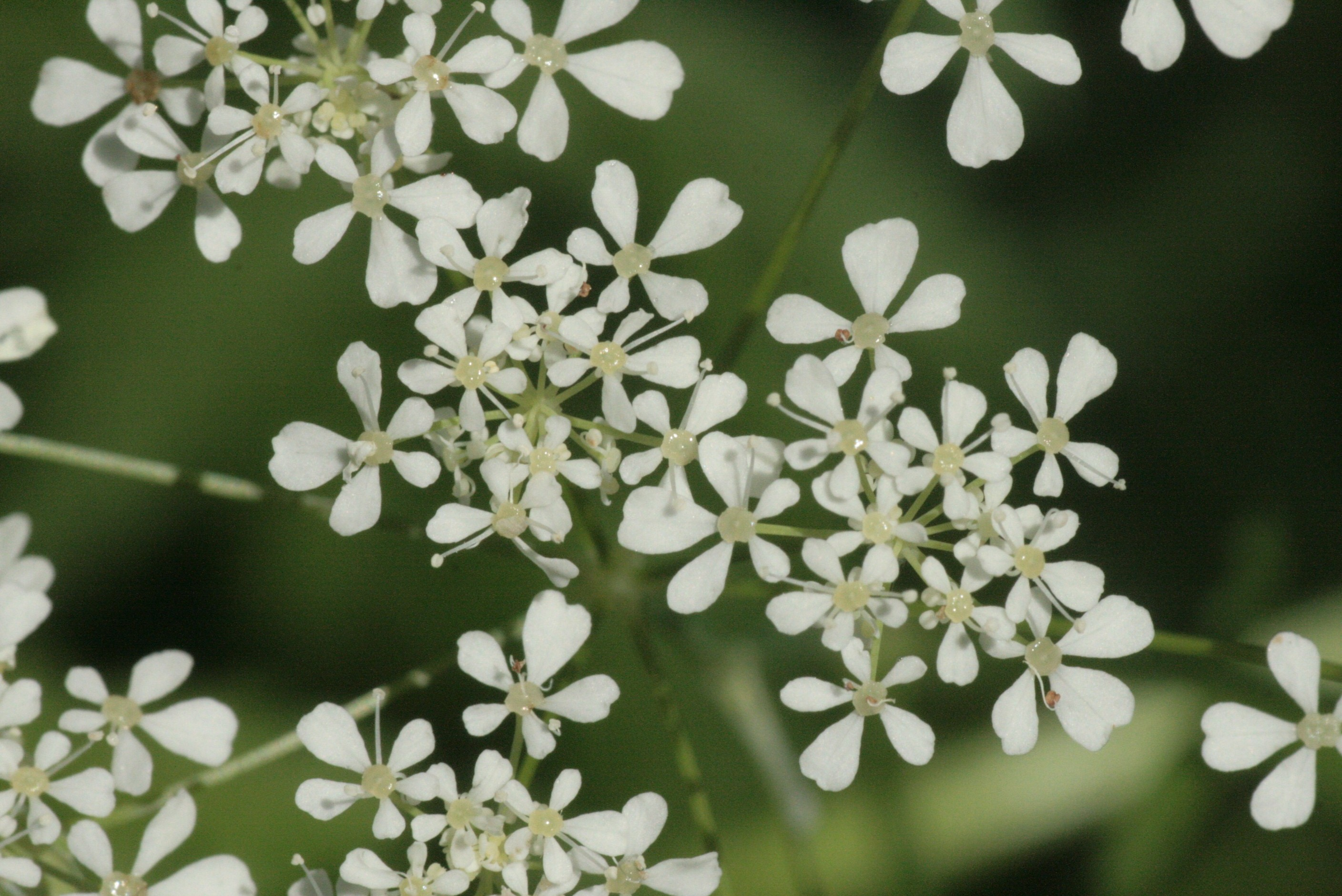
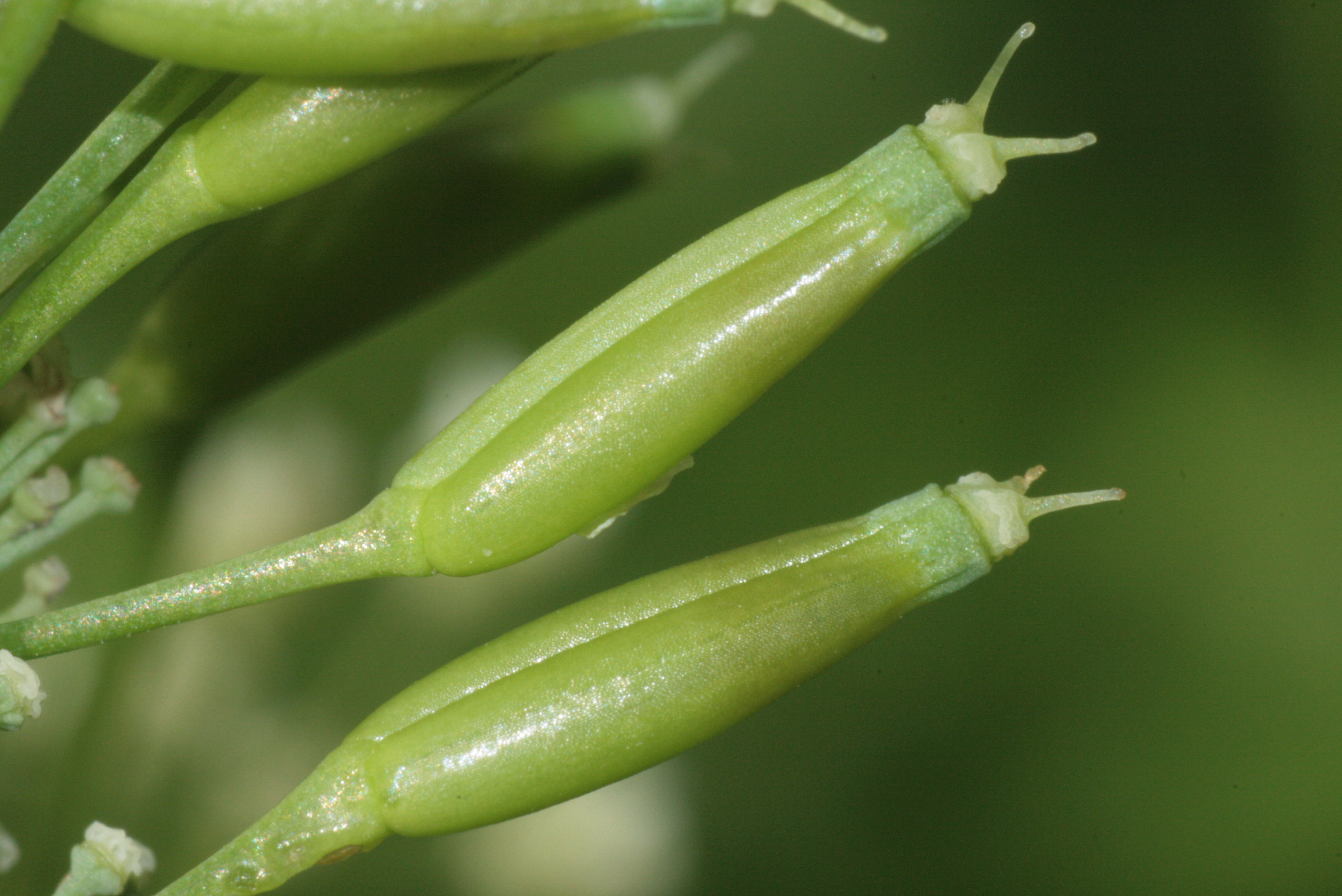

## Biologie et écologie
Il s'agit d'une vivace, autotrophe, hémicryptophyte - les bourgeons hivernants sont situés au niveau du sol. Elle fleurit dans la période de mai à juin.

## Caractéristiques photochimiques
Lorsqu'elle est frottée, la plante dégage une odeur aromatique. Elle contient de l'huile essentielle (riche en méthylchavicol, anéthole, dimères d'anéthol à action œstrogénique), coumarines, polyacétylènes, phytostérol, triterpènes. Les graines contiennent des coumarines photosensibilisantes et de l'huile essentielle diurétique.

## Habitat
Le cerfeuil lustré pousse dans les plantes herbacées, les fourrés, les forêts humides, dans les prairies de la ceinture de montagnes et de hauts plateaux, en lisière de forêt, dans les fossés et sur les endroits rudéraux. C'est une plante poussant sur des sols neutres, riches et très humides pour des positions semi-ombragées dans des conditions climatiques modérément fraîches. Il préfère les gravats rocheux, les éboulis, le gravier, le sable, les sols sableux et les pistes poussiéreuses.

## Phytosociologie
Dans la classification des communautés végétales, l'espèce se trouve communément associée à l'espèce  Adenostylion alliariae et forme des communautés de haute montagne d'herbes et de fourrés de feuillus souvent associées à un écoulement soutenu de l'eau.